# Курганне (Кременчуцький район)
Курга́нне — село в Україні, у Семенівській селищній громаді Кременчуцького району Полтавської області. Населення становить 101 осіб. 

## Географія
Село Курганне знаходиться на відстані 1,5 км від села Богданівка, за 2 км від сіл Нова Петрівка та Байрак.

## Історія
Указом Президії Верховної Ради Української РСР від 23 травня 1983 р. присвоєно населеному пункту третього відділка радгоспу Богданівський Семенівського району Полтавської області найменування — селище Курганне.
Рішенням Полтавського облвиконкому від 20 травня 1983 р. взято на облік у Семенівському районі селище Курганне.
30 травня 2008 року колишньому селищу надано статус села.
12 червня 2020 року, відповідно до розпорядження Кабінету Міністрів України № 721-р «Про визначення адміністративних центрів та затвердження територій територіальних громад Полтавської області», село увійшло до складу Семенівської селищної міської громади.
19 липня 2020 року, в результаті адміністративно - територіальної реформи та ліквідації Семенівського району, село увійшло до складу новоутвореного Кременчуцького району.

### Уродженці
- Трихно Дмитро Юрійович (1993—2022) — сержант Збройних Сил України, учасник російсько-української війни, що загинув у ході російського вторгнення в Україну в 2022 році.[5]